# Etten-Leur
Etten-Leur − miasto w południowej Holandii, na terenie Brabancji Północnej. Nazwa miasta powstała w wyniku połączenia miasta Etten i wsi Leur w 1968. W mieście znajduje się przystanek kolejowy.

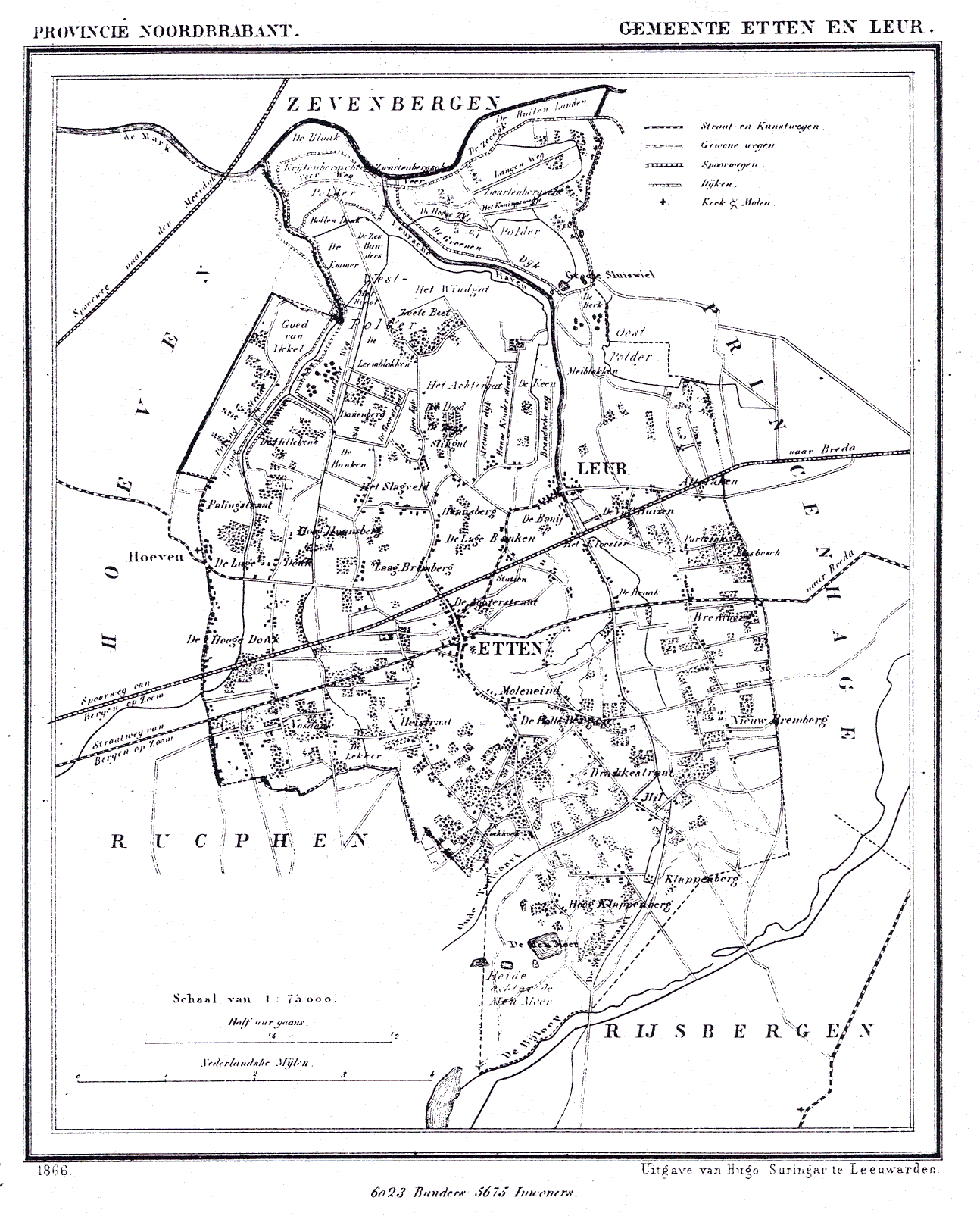
Mapa Etten i Leur z 1866 roku